# Малые Дорогостаи
Малые Дорогостаи (укр. Малі Дорогостаї) — село в Млиновской поселковой общине Дубенского района Ровненской области Украины.
До 2020 года входило в Млиновский район.
Население по переписи 2001 года составляло 862 человека. Почтовый индекс — 35108. Телефонный код — 3659. Код КОАТУУ — 5623884901.

## Украинская православная церковь
Храм в честь святителя Спиридона Тримифунтского. Освящён 25 декабря 2021 года